# مطبخ تشيلي

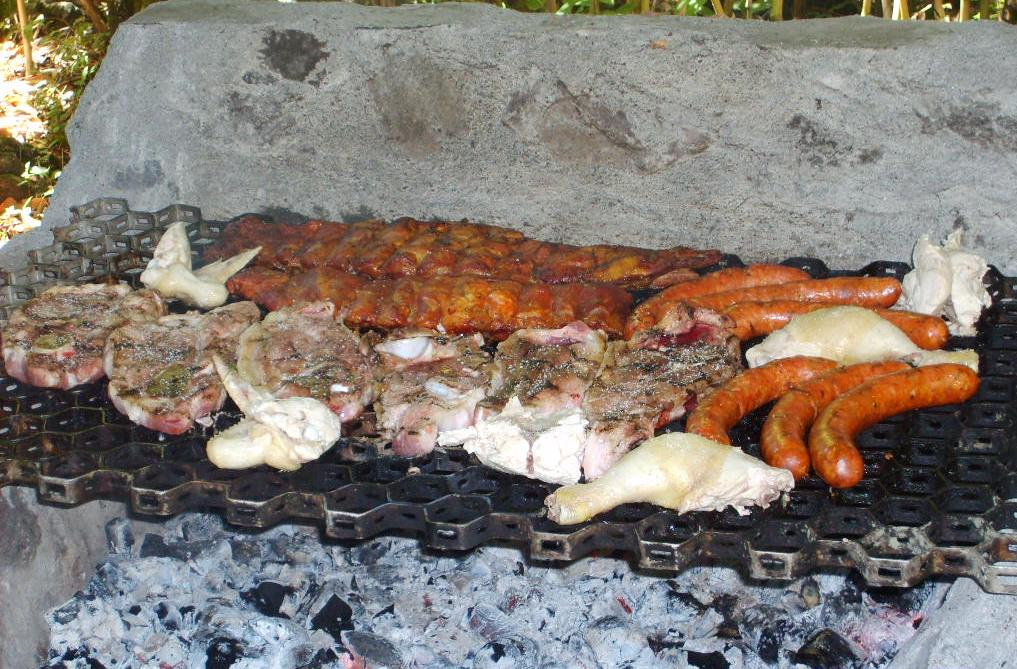
أسادو جيلينو (مشويات)

 المطبخ التشيلي  ينبع أساسا من مزيج من المطبخ الأسباني مع المكونات التشيلية التقليدية، مع التأثيرات القادمة من مطابخ أوروبا وخاصة من ألمانيا، إيطاليا، كرواتيا، فرنسا والشرق الأوسط.وصفات الطعام التقليدية في تشيلي تبرز تنوعاً كبيراً للأصناف في النكهات والألوان.
الخط الساحلي للبلاد طويل وشعوب التشيلي لها علاقة مع البحر ما يضيف عدداً هائلاً من المنتجات البحرية إلى مجموعة متنوعة من المواد الغذائية في تشيلي. المياه الإقليمية للبلاد هي موطن لأنواع فريدة من الأسماك والمحاريات.
بالإضافة إلى ذلك، العديد من وصفات المطبخ التشيلي يرافقها النبيذ التشيلي نظرا لحقيقة أن تشيلي هي واحدة من أكبر الدول المحتوية على الشركات العالمية المنتجة للنبيذ.

## وصلات خارجية
- [ http://www.achiga.cl Asociación Chilena de Gastronomía منظمة الطعام التشيلي (بالإسبانية)]